# Mangilao
Mangilao es un municipio en la costa oriental de la isla de Guam, territorio no incorporado de los Estados Unidos.
Los acantilados que se encuentran a lo largo de gran parte de la costa del pueblo ofrecen vistas espectaculares, incluida la bahía de Pago a lo largo de la costa sur de Mangilao, pero pocas de las playas de Mangilao pueden usarse recreativamente. La prisión principal de la isla está en Mangilao.

## Demografía
La Oficina del Censo de EE. UU. divide al Municipio en cuatro puntos censales: Mangilao, Adacao, Pagat, y Universidad de Guam.
La población de la aldea ha disminuido ligeramente con posterioridad censo de 2010 de la isla. 

## Gobierno e infraestructura
Tienen su sede en Mangilao:
El Departamento Correccional de Guam (DEPCOR) gestiona el Centro Correccional para Adultos (ACF), el Centro Correccional Comunitario (C3) y el Centro para Mujeres.
El Departamento de Asuntos de la Juventud de Guam. El Centro Correccional Juvenil de Guam, gestionado por el Departamento, se encuentra en Mangilao.
El Departamento de Agricultura de Guam.
El Departamento de Salud Pública y Servicios Sociales de Guam.

## Geografía
El gobierno federal de los Estados Unidos ostenta la propiedad de parte de las tierras en Mangilao; El Gobierno de Guam afirmó que era una de varias aldeas que "se caracterizan principalmente por la gran proporción de tierra propiedad del gobierno federal".

## Educación

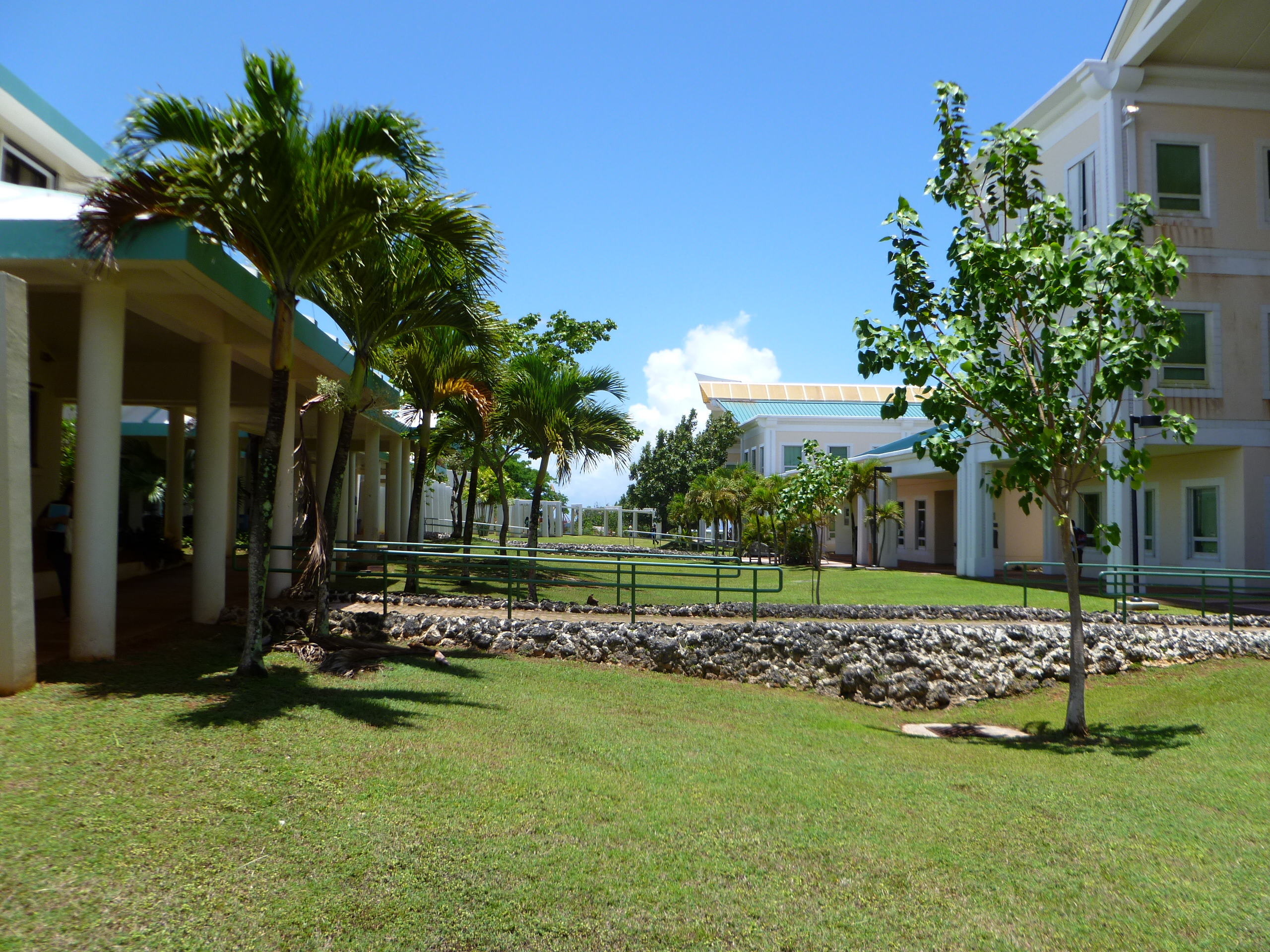
Universidad de Guam

Debido a la presencia de instituciones terciarias, el Gobierno de Guam describió a Mangilao como el "distrito educativo" de Guam. La Universidad de Guam, el Guam Community College y la Universidad de las Islas del Pacífico se encuentran en el pueblo.
El Sistema de Escuelas Públicas de Guam sirve a la isla. A los educandos les corresponde asistir, según su lugar de residencia, a la escuela primaria Captain Henry B. Price, que se encuentra en Mangilao o a la escuela primaria Pedro C. Luján en Barrigada . El mismo criterio se sigue para las escuelas medias, que son la "Águeda I. Johnston" en Chalan-Pago-Ordot, y la "Luis P. Untalán" en Barrigada. La Escuela secundaria George Washington corresponde a todo Mangilao.
En lo que respecta a la Actividad Educativa del Departamento de Defensa (DoDEA), Mangilao se encuentra en la zona de transporte escolar para las escuelas primaria y media Andersen, mientras que la escuela secundaria de Guam es la única de su tipo que el DoDEA tiene en la isla.
En Mangilao se existen además una escuela secundaria católica, la Escuela Memorial Padre Dueñas, se encuentra en Mangilao y la Escuela Japonesa de Guam, que tiene componentes de escuela diurna y escuela complementaria de fin de semana.

## Gobierno
| Comisionados de Mangilao |                      |                    |
| Nombre                   | Comienzo del mandato | Fin del mandato    |
| Francisco Pangelinán     | 1933                 | 1944               |
| Manuel T. Sablán         | 1950                 | 1952               |
| Jesús T. Pereira         | 1952                 | 1969               |
| Jesús D.L.R. Santos      | 1969                 | 1 de enero de 1973 |

| Alcaldes de mangilao |             |                      |                    |
| Nombre               | Partido     | Comienzo del mandato | Fin del mandato    |
| Nicolás D. Francisco | Demócrata   | 1 de enero de 1973   | 5 de enero de 1987 |
| Nonito C. Blas       | Republicano | 5 de enero de 1987   | 2 de enero de 2017 |
| Allan R.G. Ungacta   | Republicano | 2 de enero de 2017   | presente           |

| Vicealcaldes de Mangilao |             |                      |                    |
| Nombre                   | Partido     | Comienzo del mandato | Fin del mandato    |
| Allan R.G. Ungacta       | Republicano | 5 de enero de 2009   | 2 de enero de 2017 |
| Thomas J.F. Duenas       | Republicano | 2 de enero de 2017   | 4 de enero de 2021 |
| Kevin A.N. Delgado       | Demócrata   | 4 de enero de 2021   | presente           |

## Localidades
- Adacao - punto censal [14]
- Asbeco [15]
- Latte Heights - punto censal [16]